# Markel Corporation
Die Markel Corporation ist ein international tätiges Versicherungsunternehmen mit Sitz in Richmond im US-Bundesstaat Virginia. Der deutsche Unternehmenssitz ist in München.

## Geschichte
Die Markel Corporation wurde 1920 von Sam A. Markel gegründet. Nachfolgende Generationen von Mitgliedern der Familie Markel haben das Unternehmen zu einem weltweiten Nischenversicherer entwickelt. Heute ist Markel ein Spezialversicherer für gewerbliche und industrielle Versicherungen. Ein Schwerpunkt liegt in der Absicherung gegen Vermögensschäden. Markel ist seit 1986 an der New Yorker Börse notiert. Die Marktkapitalisierung (Januar 2013) beträgt rund 4,3 Mrd. US-Dollar. Das Unternehmen verwaltet rund 2,5 Mrd. USD Bruttoprämien 2012 mit circa 2600 Mitarbeiter weltweit.
Ende 2012 erfolgte die Akquisition von Alterra Capital mit 1,9 Mrd. US-Dollar Bruttoprämie und 490 Mitarbeitern zur Abrundung im Bereich „Global Corporates“ und „Rückversicherung“. Daneben wird auch das Geschäft über das Lloyd’s Syndicate 3000 oder Markel International Insurance Company Limited (MIICL) gezeichnet.

## Deutschland
Markel International Deutschland ist ein  Spezialversicherer für gewerbliche und industrielle Risiken mit langjähriger Erfahrung im Umgang mit komplexen Risiken.
Der Schwerpunkt liegt auf Berufs- und Vermögensschadenhaftpflicht, Financial Lines und Allgemeine Haftpflicht.  
Im Oktober 2014 hat Markel International sämtliche Anteile an der MDT Makler der Touristik GmbH Assekuranzmakler, Dreieich erworben. Das nahe Frankfurt am Main ansässige Unternehmen ist als Assekuradeur und Makler führender Anbieter von Versicherungslösungen für die deutsche Reisebranche.
Die Akquisition folgt Markels Kauf der Anglo Underwriting 2012 und der anschließenden Gründung der deutschen Niederlassung von Markel 2013. Markel verfolgt mit der Akquisition die Etablierung als qualifizierter Nischen- und Spezialversicherer.